# 斯皮里特伍德湖 (北达科他州)
斯皮里特伍德湖（英語：Spiritwood Lake），是美国北达科他州下属的一座城市。根据2010年美国人口普查，该市有人口90人。